# Зайцев, Михаил Фёдорович
Михаи́л Фёдорович За́йцев (1 сентября 1948, Новый Восток — 1 июля 2014, Волгоград) — советский и российский поэт.

## Биография
Родился в п. Новый Восток Алтайского края. Окончил Томский политехнический институт и заочно — Литературный институт им. А. М. Горького.
Первая книга стихотворений вышла в издательстве «Молодая гвардия» в 1978 году и была отмечена первой премией на Всесоюзном литературном конкурсе молодых поэтов.
Член Союза писателей СССР с 1980 года. Автор более двадцати поэтических сборников, семь из которых изданы в московских издательствах «Молодая гвардия», «Современник», «Советский писатель» и «Советская Россия».
Лауреат премии имени Марины Цветаевой (2010). Лауреат Всероссийских литературных премий «Традиция», «Имперская культура», «Сталинград», «Большая литературная премия России», Государственной литературной премии Волгоградской области.